# 汤化达
汤化达（1920年8月20日—2011年11月9日），男，江苏灌南人，中华人民共和国演员、导演。

## 生平
汤化达小学毕业之后，曾经在电灯公司当学徒。汤化达自幼熟读古文，广泛阅读中国古典文学名著。
1937年抗日战争爆发后，汤化达参加县自卫队，宣传抗日救亡。1938年，参加八路军。1939年加入中国共产党。1940年，汤化达在部队的宣传队开展演剧工作，后来担任文工团的领导。在文工团，汤化达当编剧兼演员，能歌善舞而且会演奏乐器。
1950年，汤化达调到上海电影制片厂，历任演员、演员剧团副团长、副导演。汤化达主演了《上饶集中营》、《南征北战》、《伟大的起点》、《护士日记》等电影。在电影《上饶集中营》中，汤化达首次拍摄电影，表演风格朴实自然。该片获1949－1955年文化部优秀影片奖二等奖。汤化达本人获得文化部1949－1955年优秀影片创作个人奖。
1960年，汤化达和汤晓丹合作导演了电影《红日》，同时汤化达还参加了大型纪录片《上海英雄交响曲》第一部分导演工作。
1972年，汤化达升任导演。1980年代，他先后拍摄了《等到满山红叶时》、《石榴花》等电影。
2011年11月9日，汤化达在上海病逝，享年91岁。

## 作品

### 表演
- 《上饶集中营》（1951年）
- 《南征北战》（1952年）
- 《伟大的起点》（1954年）
- 《护士日记》（1957年）
- 《沉默的星》（1959年）

### 导演
- 《渡江侦察记》（1974年，与汤晓丹合作）
- 《大刀记》（1978年）
- 《等到满山红叶时》（1980年）
- 《石榴花》（1982年）
- 《不平静的旅程》（1983年）

### 其他
- 《姑娘今年二十八》（1984年，艺术顾问）